# Брюнхильда
Не следует путать с Брунгильдой (королевой франков)
Брунхильда (Брунгильда, Брюнхильд, Бринхильд — «кольчуга+битва») — воинственная героиня германо-скандинавской мифологии и эпоса, одно из основных действующих лиц древнегерманского цикла поэм о Нибелунгах; валькирия; супруга Гунтера, короля Бургундии. Так же в некоторых сагах считается матерью Аслауг, тёщей её мужа — полуисторического, полулегендарного конунга викингов Рагнара Лодброка и бабушкой их сыновей — Ивара Бескостного, Сигурда Змееглазого, Бьёрна Железнобокого, Хвитсерка (Хальфдана) и Уббы.

## Мифология

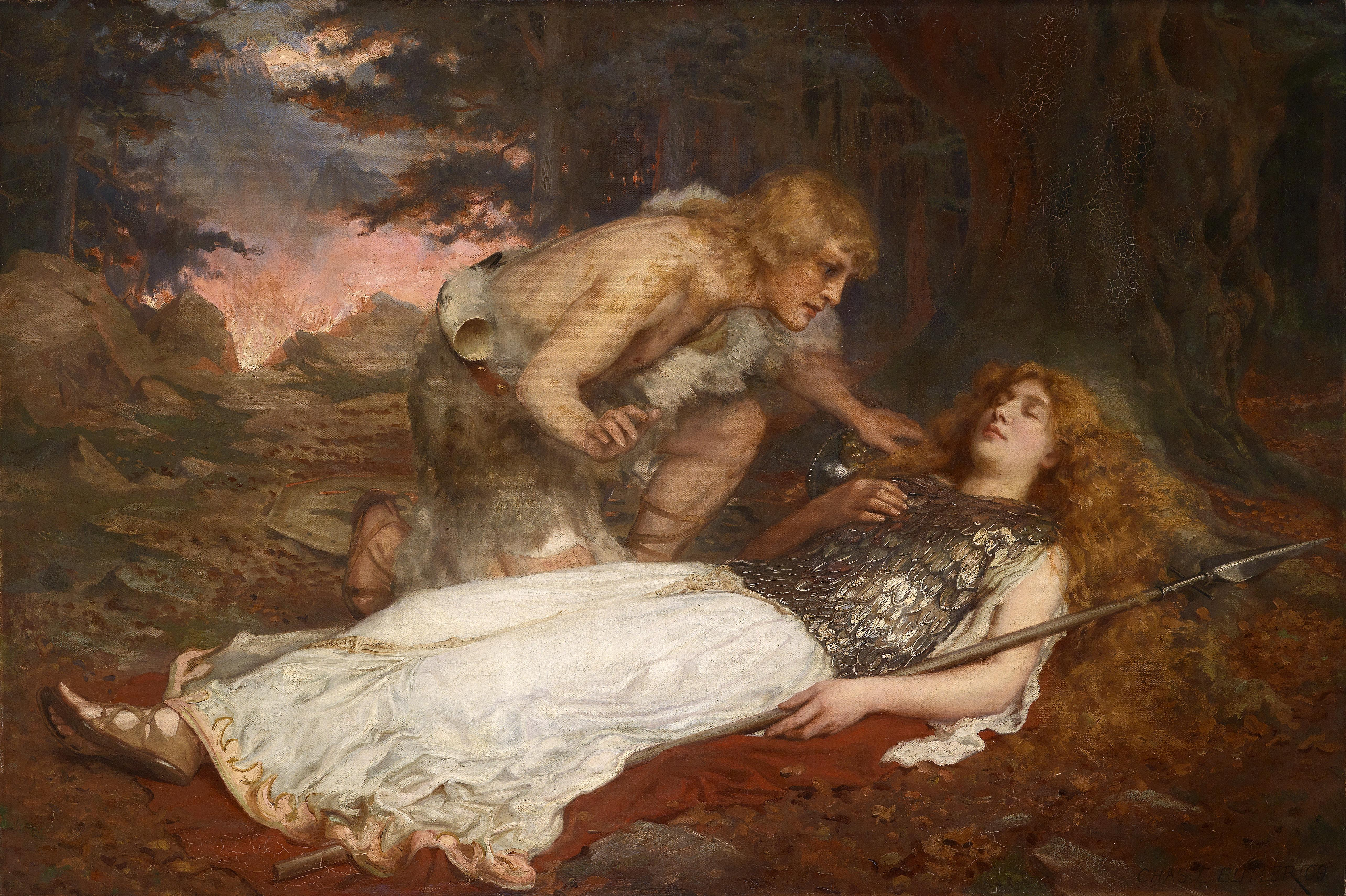
Чарльз Батлер «Зигфрид и Брюнхильда» (1909)

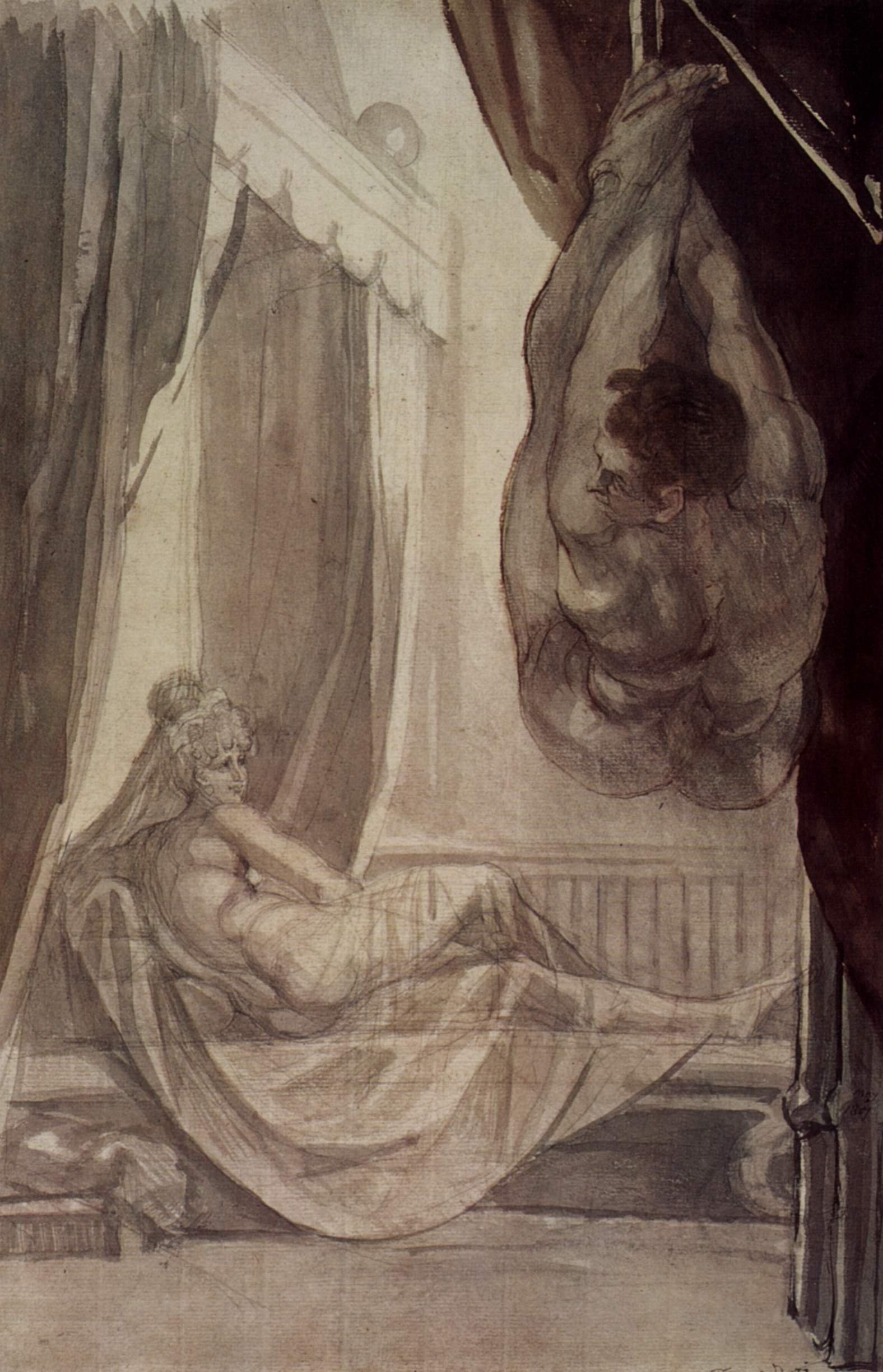
Брачная ночь Брунхильды и Гунтера Иоганн Генрих Фюссли, 1807

Брюнхильда была дочерью конунга Будли (Сигрдрива). За неповиновение Один усыпил её «шипом сна». Два конунга вели войну: одного звали Хьяльм-Гуннар, и Один обещал ему победу; другого звали Агнар, и его никто не хотел брать под защиту. Сигрдрива погубила в битве Хьяльм-Гуннара, а Один, в отместку за это, уколол её шипом сна и сказал, что никогда она больше не победит в битве и что будет выдана замуж (перестанет быть валькирией, так как валькирии не выходили замуж).
Молодой витязь Зигфрид (Сигурд), сын Зигмунда, после убийства им дракона Фафнира, разрубил своим мечом Грамом кольчугу и освободил валькирию из плена магического сна. Молодые люди поклялись друг другу в вечной любви. Брюнхильда начала обучать Сигмунда рунической мудрости под именем Сигдривы («Речи валькирии Сигдривы» из «Старшей Эдды»). Она единожды фигурирует под этим именем, означающим «Пригоняющая победу», что может означать не Брюнхильду, а некую другую женщину с именем Сигдрива.
После обручения Зигфрид оставляет Брюнхильду ради воинских подвигов и приезжает в Вормс, королевство бургундов, где правит Гунтер. Ведьма опоила Зигфрида зельем забвения и женила его на своей дочери Гудрун (Кримхильде). Заколдованный Сигурд помог Гунтеру заполучить в жёны Брюнхильду.
Брюнхильда давно поклялась выйти замуж лишь за того, кто её одолеет, — тогда валькирия потеряет свою сверхъестественную силу. Зигфрид, обернувшись Гунтером, одолел её и взял в доказательство её пояс и кольцо. Кримхильда показала Брюнхильде эти предметы, что доказывало победу Зигфрида. Рассвирепевшая Брюнхильда учинила ссору за право первенства, которая окончилась убийством Зигфрида. Не желая продолжать жизнь без своего возлюбленного, Брюнхильда взошла на костёр.
Согласно «Саге о Вёльсунгах» у Брунхильды от Зигфрида родилась дочь Аслауг.
Образ свирепой валькирии Брюнхильды связан с поздними скандинавскими представлениями о «Дикой охоте»: будто валькирия мчит по ночному небу зимой в конном отряде вместе с Одином и прочими созданиями перед йолем; она является той, кому лучше не попадаться на пути.

## Образ в науке и культуре
В честь Брюнхильды назван астероид (123) Брунхильда, открытый в 1872 году.
Является одним из центральных персонажей трёх опер Рихарда Вагнера в тетралогии «Кольцо нибелунга» (кроме первой).
Брунгильда — персонаж комиксов издательства Marvel Comics, созданный Роем Томасом и Джоном Буссема и основанный на персонаже Песни о Нибелунгах.

### В кино
- «Нибелунги: Зигфрид» / «Die Nibelungen: Siegfried» (Ве́ймарская республика; 1924) режиссёр Фриц Ланг, в роли Брюнхильды — Ханна Ральф.
- «Нибелунги: Зигфрид» / «Die Nibelungen, Teil 1 — Siegfried» (ФРГ, Югославия; 1966) режиссёр Харальд Райнль, в роли Брунгильды — Карин Дор.
- «Нибелунги: Месть Кримхильды» / «Die Nibelungen, Teil 2 — Kriemhilds Rache» (ФРГ, Югославия; 1967) режиссёр Харальд Райнль, в роли Брунгильды — Карин Дор.
- «Кольцо Нибелунгов» (2004), в роли Брюнхильды — Кристанна Локен.